# Второе великое пробуждение
Второе великое пробуждение — протестантское религиозное движение в США конца XVIII — начала XIX века. Оно распространяло веру через эмоциональные проповеди и массовые собрания, став основой для множества реформаторских инициатив. Возрожденческие встречи привлекали сотни новых последователей в различные протестантские церкви. Методистская церковь активно использовала странствующих проповедников, чтобы нести слово Божье в отдаленные районы.
Второе великое пробуждение вызвало волну социальных реформ и акцентировало внимание на спасении через институты. В 1790-х и начале 1800-х годов в Кентукки и Теннесси началось религиозное возрождение, которое охватило пресвитериан, методистов и баптистов. В этот период возникли новые религиозные движения, такие как адвентизм, диспенсационализм и движение Святых последних дней. Также было основано множество колледжей, семинарий и миссионерских организаций.
Историки называют Второе Великое Пробуждение контекстом Первого Великого Пробуждения 1730-х и 1750-х годов и Третьего Великого Пробуждения конца 1850-х — начала 1900-х годов. Первое пробуждение было частью гораздо более масштабного евангельского религиозного движения, охватившего Англию, Шотландию и Германию.

## Распространение возрождений

### Предыстория
Второе великое пробуждение в Северной Америке, подобно Первому, было проникнуто романтизмом, который выражался в энтузиазме, эмоциях и интересе к сверхъестественному. Оно отвергло скептицизм, деизм, унитаризм и рационализм, оставшиеся от американского Просвещения. Это произошло примерно в то же время, когда подобные движения развивались в Европе. Пиетизм охватил Германию, а евангелизм набирал популярность в Англии.
Второе Великое Пробуждение охватило несколько конфессий и состояло из нескольких этапов. Однако все пробуждения были схожи. Встречи возрождения, которые выходили за рамки географии, стали самой действенной формой евангелизации того времени. Движение быстро распространилось на Кентукки, Индиану, Теннесси, южный Огайо и другие регионы США и Канады. Каждая конфессия имела свои сильные стороны, которые помогали ей процветать на западе. Методисты, например, обладали эффективной организацией, основанной на странствующих священниках, известных как разъездные проповедники. Эти проповедники искали людей в отдаленных приграничных районах. Они были выходцами из простых семей, что помогало им налаживать отношения с местными жителями, которых они стремились обратить в свою веру.

### Теология
В первой половине XIX века постмилленаристское богословие играло важную роль в американском протестантизме. Его последователи верили, что Христос вернется на землю после так называемого «Тысячелетнего царства». Под этим термином они могли понимать как буквальные 1000 лет, так и длительный период мира и счастья. Христиане считали своей обязанностью преобразить общество, готовясь к этому событию. Эта миссия выходила за пределы Америки и включала в себя христианское реставрационное движение. Джордж Фредриксон отмечает, что постмилленаризм способствовал прогрессивным реформам, как часто подчеркивают историки. Во время Второго великого пробуждения 1830-х годов некоторые ожидали, что Миллениум настанет в ближайшее время. Однако к концу 1840-х годов великие ожидания отодвинулись в далекое будущее, и постмилленаризм стал пассивным религиозным элементом более широкого стремления среднего класса к реформам и прогрессу.

### Сожжённый район
С 1820-х годов Западный Нью-Йорк переживал волну религиозных пробуждений. Это время позже назовут «сожженным районом» — территорией, охваченной духовным подъёмом. Однако современники не использовали этот термин в первой половине XIX века. Он появился в «Автобиографии» Чарльза Г. Финни, где он пишет: «Я нашел этот край, который на местном сленге называли бы „выжженным районом“. Здесь несколько лет назад наблюдалось сильное религиозное движение, которое они называли возрождением, но оно оказалось ложным». В тот период в регионе процветали различные нонконформистские, народные религиозные и евангелические секты.
В последней четверти XX века переоценили влияние религиозного рвения на регион. Линда К. Притчард, используя статистические данные, доказала, что религиозность в «выжженном районе» была типичной для Нью-Йорка, долины реки Огайо, Среднего Запада и всей страны. Однако более поздние исследования показывают, что религиозные воззрения Западного Нью-Йорка оказали уникальное и длительное воздействие на религиозную и общественную жизнь всей страны.

### Запад и Тайдвотер-Саут
На американской границе евангелические конфессии, в частности методисты и баптисты, отправляли миссионеров в отдаленные районы. Их цель — поддержать рост церковного членства и создать новые общины. Лагерные собрания стали ключевым элементом этих усилий по возрождению. Они возникли из полевых собраний и «священных ярмарок» шотландских пресвитериан. Эти традиции были привезены в Америку в середине XVIII века из Ирландии, Шотландии и приграничных графств Британии. Большинство иммигрантов шотландско-ирландского происхождения до Войны за независимость США поселились в глубинке Пенсильвании и вдоль хребта Аппалачей на территории современных Мэриленда и Вирджинии. В годы, предшествовавшие войне, пресвитериане и баптисты проводили большие собрания на открытом воздухе. После Революции такие мероприятия стали регулярными. Пресвитерианцы и методисты активно поддерживали их.
Конфессии, выступавшие за возрождение, основывались на идее духовного равенства всех людей перед Богом. Это привлекло к ним проповедников и последователей из разных социальных слоев и рас. Баптистское и методистское движения успешно распространились в Южном Тайдуотере. Там все больше плантаторов, простолюдинов и рабов приняли христианство.

### Запад
В недавно заселенных приграничных районах религиозное возрождение происходило через лагерные собрания. Для многих поселенцев это были первые встречи с организованной религией, и они играли важную роль как общественные места. Лагерные собрания представляли собой многодневные религиозные службы с проповедями. В малонаселённых районах поселенцы собирались на эти мероприятия, чтобы общаться и поклоняться. Волнение от участия в возрождении, где участвовали сотни, а возможно, и тысячи людей, побуждало их к танцам, крикам и пению. Возрождение также сопровождалось сильным эмоциональным переживанием, акцентом на грехах человека, необходимости обратиться ко Христу и ощущении восстановления личного спасения. Это отличалось от кальвинистской веры в предопределение, изложенной в Вестминстерском исповедании, которая подчеркивала неспособность людей спасти себя и утверждала, что единственный путь к спасению — это Божья благодать. По возвращении домой большинство новообращенных присоединялись к небольшим местным церквям или создавали их.
Возрождение 1800 года в округе Логан, штат Кентукки, началось с традиционного пресвитерианского причастия. Первая неформальная встреча прошла в июне, когда люди разбили лагерь у Дома собраний Ред-Ривер. Затем собрания переместились в соседние общины Гаспер-Ривер и Мадди-Ривер, все под руководством пресвитерианского священника Джеймса Макгриди. Год спустя, в августе 1801-го, в Кейн-Ридже, округ Бурбон, штат Кентукки, прошло более масштабное причастие, считающееся первым лагерным собранием в Америке. Мероприятие, длившееся шесть дней, собрало около 20 000 человек, хотя точное число участников неизвестно. Лидеры, такие как Бартон У. Стоун (1772—1844) и Александр Кэмпбелл (1788—1866), сыграли ключевую роль в распространении религиозного энтузиазма. Лагерные собрания стали основным способом роста церквей, особенно для методистов и баптистов. Сначала пресвитериане и методисты сотрудничали в проведении собраний, но со временем пресвитериане стали участвовать реже из-за шумных и бурных событий, сопровождавших длительные сессии.
В 1810 году, после Возрождения 1800 года, недалеко от Диксона в штате Теннесси, преподобные Сэмюэль МакЭдоу, Финис Юинг и Сэмюэль Кинг основали Камберлендскую пресвитерианскую церковь. Она стала активным участником движения возрождения. Кейн-Ридж сыграл важную роль в развитии так называемого «Движения за восстановление». В это движение вошли неконфессиональные церкви, которые стремились вернуться к фундаментальным принципам христианства Нового Завета. Среди таких церквей — Церкви Христа, Христианская церковь (Ученики Христа) и Евангелическая христианская церковь в Канаде. Эти общины ставили своей целью достижение личных отношений со Христом каждым верующим.

### Стремительное увеличение числа последователей

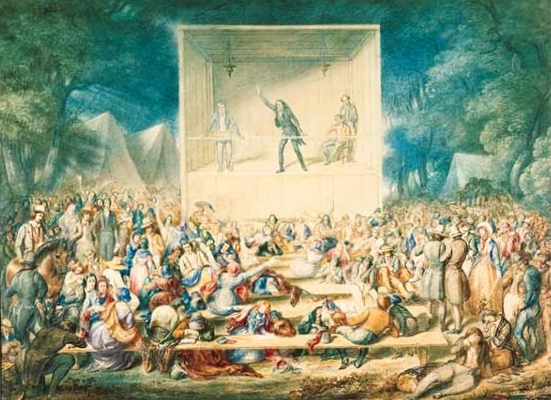
1839 год. Методистское лагерное собрание.

Методистские и баптистские проповедники значительно увеличили число своих прихожан. Пресвитерианские церкви, особенно Камберлендская пресвитерианская в малонаселённых районах, также наблюдали рост. В результате баптисты и методисты превзошли англикан, пресвитериан и конгрегационалистов, доминировавших в колониальный период. Из религиозного брожения Второго Великого пробуждения возникли новые конфессии. Среди них — Движение святых последних дней, Движение за восстановление, Свидетели Иеговы, Церкви Христа, Христианская церковь (Ученики Христа), Церковь адвентистов седьмого дня и Евангелическая христианская церковь в Канаде.
Во время Второго великого пробуждения большинство новообращенных составляли женщины. По данным 1932 года, с 1798 по 1826 год на каждого обращенного мужчину приходилось как минимум три женщины. Молодежь до 25 лет также активно принимала ислам и стала первой группой, принявшей эту веру.

## Новые движения

### Адвентизм
Адвентистское движение зародилось в 1830—1840-х годах в Северной Америке. Его основателем стал Уильям Миллер, а последователи получили название миллериты. Движение основывалось на вере в скорое Второе пришествие Иисуса. Эта идея привела к появлению нескольких крупных религиозных групп, включая адвентистов седьмого дня, христиан-адвентистов и свидетелей Иеговы.

### Движение святости
Корни этого движения уходят в эпоху Первого Великого Пробуждения и ещё более ранние времена. Во время Второго Великого Пробуждения вновь возрос интерес к учению Уэсли о святости. Это привело к разделению между традиционными методистскими церквями и церквями святости.

### Движение за Реставрацию
Идея восстановления «примитивной» формы христианства стала популярной в США после Американской революции. Это желание восстановить более чистую форму христианства без сложной иерархии способствовало развитию многих групп во время Второго великого пробуждения, включая Святых последних дней и шейкеров. Несколько факторов сделали настроения в пользу реставрации особенно привлекательными в этот период времени:
После Американской революции в США стало популярным стремление возродить «примитивную» форму христианства. Это желание очистить религию от сложной иерархии способствовало появлению множества групп во время Второго великого пробуждения. Среди них были Святые последних дней и шейкеры. В тот период настроения в пользу реставрации были особенно привлекательными по нескольким причинам:
- Иммигранты начала XIX века видели в Соединённых Штатах нетронутую, райскую землю, где можно возродить чистое и неиспорченное христианство. Традиционные европейские церкви казались здесь неуместными.
- Простая вера, основанная только на Библии, давала возможность избежать конкуренции между различными конфессиями и позволяла общинам быть уверенными в своей правоте. Им не нужно было полагаться на защиту официальной национальной церкви.

Движение за Реставрацию возникло во время Второго Великого Пробуждения и сильно на него повлияло. Томас Кэмпбелл и Александр Кэмпбелл, лидеры одной из основных групп, сопротивлялись тому, что считали духовной манипуляцией лагерных собраний. Однако возрождения способствовали развитию другой крупной ветви, которую возглавлял Бартон У. Стоун. Южная фаза Пробуждения стала важной основой для реформаторского движения Стоуна и повлияла на его евангелизационные методы.

## Культура и общество
Христианское учение, примененное к социальным проблемам, предвосхитило Социальное Евангелие конца XIX века. Новообращенные верили, что для спасения недостаточно покаяться в личных грехах. Нужно было трудиться над нравственным улучшением общества, искореняя грех во всех его проявлениях. Так, евангелисты-обращенные стали лидерами реформаторских движений XIX века.
Конгрегационалисты создали миссионерские общества, чтобы распространять христианство на западных землях северного яруса. Члены этих групп были апостолами веры, просветителями и носителями северо-восточной городской культуры. Вторым Великим Пробуждением стал «организационный процесс», который сформировал религиозную и образовательную инфраструктуру на западной границе. Эта инфраструктура включала социальные сети, религиозную журналистику для массовой коммуникации и церковные колледжи. Издательские и образовательные общества способствовали христианскому образованию. Наиболее заметным среди них стало Американское библейское общество, основанное в 1816 году. Большинство участников этих добровольных обществ были женщинами. В Ютике, штат Нью-Йорк, действовали Женское миссионерское общество и Материнская ассоциация. Эти высокоорганизованные и финансово развитые женские организации сыграли важную роль в обращении жителей приграничных районов Нью-Йорка в евангелие.
Некоторые общества переключились с религиозных вопросов на более масштабные социальные проблемы. Эти организации финансировались состоятельными женщинами. Хотя они не были прямым следствием Второго великого пробуждения, идеи возрождения и вера в то, что личное обращение приведет к активным действиям, усилили роль женской благотворительности. Социальная деятельность повлияла на движение за отмену рабства и трезвости. Активисты также начали реформировать тюрьмы, помогать инвалидам и психически больным. Они верили в человеческое совершенство и придерживались высоких моральных стандартов.

## Афроамериканцы
Баптисты и методисты Юга проповедовали как рабовладельцам, так и рабам. Первые обращения и приходы начались во время Первого великого пробуждения, что позволило баптистским и методистским проповедникам проповедовать среди рабов и свободных афроамериканцев. «Черный Гарри» Хозиер, неграмотный вольноотпущенник, сопровождавший Фрэнсиса Асбери, запоминал большие отрывки из Библии и успешно проповедовал. Его выступления пользовались популярностью как среди белых, так и среди чернокожих. В 1784 году Хозиер произнес первую проповедь перед белой общиной в часовне Томаса в Чапелтауне, штат Делавэр.
Бенджамин Раш называл его «величайшим оратором Америки», а епископ Томас Коук — одним из лучших в мире. Однако Хосье не раз обходили стороной при рукоположении и не допускали к голосованию, даже когда он участвовал в Рождественской конференции, которая основала Американский методизм. В 1799 году Ричард Аллен, тоже чернокожий прихожанин, был впервые рукоположён методистами. Но его община свободных афроамериканцев в Филадельфии покинула церковь из-за дискриминации. Тогда они создали Африканскую методистскую епископальную церковь (AME). Сначала несколько общин AME подчинялись методистским епископам, но в 1816 году окончательно отделились и стали первой независимой афроамериканской конфессией в США. Вскоре после этого в Нью-Йорке появилась ещё одна конфессия — Африканская методистская епископальная сионская церковь (AME Zion).
Ранние баптистские сообщества в Южной Каролине и Вирджинии создавались рабами и свободными афроамериканцами. В Баптистской церкви этих людей охотно принимали в ряды прихожан и даже назначали проповедниками. К началу XIX века независимые афроамериканские религиозные объединения насчитывали несколько сотен в таких южных городах, как Чарльстон, Южная Каролина, а также Ричмонд и Питерсберг, Вирджиния. С увеличением числа общин и церквей в Вирджинии, Кентукки и других штатах начали формироваться баптистские объединения.
Возрождение вдохновило рабов на борьбу за свободу. В 1800 году на собраниях афроамериканского возрождения в Вирджинии Габриэль Проссер подготовил план восстания. Однако его план был раскрыт и подавлен до начала действий. Белые пытались контролировать независимые афроамериканские сообщества, особенно после восстания Нэта Тернера в 1831 году. Несмотря на это, некоторые общины смогли сохранить свою автономию в рамках баптистских объединений. Законодательные органы штатов приняли законы, обязывающие белых мужчин присутствовать на богослужениях афроамериканцев.

## Женщины
Женщины, составлявшие большинство обращенных в период Пробуждения, сыграли ключевую роль в его развитии и направлении. Причины их большей склонности к конверсии остаются неясными. Ученые выдвигают различные теории: от восприятия греховности юношеского легкомыслия до врожденного более сильного религиозного чувства у женщин, общественной реакции на экономическую незащищенность или стремления к самоутверждению в условиях патриархата. На Юге мужья часто не одобряли обращение своих жен, ставя их перед выбором между верой и супружескими обязанностями. Членство в церкви и участие в религиозной деятельности предоставляли женщинам поддержку со стороны единомышленников и возможность значимой деятельности вне дома. Это давало им общественную идентичность и общий опыт.
Хотя женщины доминировали в движении, они не проходили формальную идеологическую подготовку и не занимали руководящих министерских должностей. Однако они брали на себя и другие важные общественные роли. Например, делились своим опытом обращения и помогали грешникам, будь то мужчины или женщины, пройти этот процесс. Лидеры, такие как Чарльз Финни, считали публичную молитву женщин ключевым элементом подготовки общества к возрождению и повышению их эффективности в обращении людей. Женщины также играли важную роль в религиозном воспитании детей. В период возрождения они рассматривались как моральные и духовные опоры семьи. Поэтому им поручали обучать детей вопросам религии и этики.
Женщины сыграли ключевую роль в миссионерских и реформаторских движениях, что привело к значительным изменениям в их положении. Женские молитвенные группы стали первой социально приемлемой формой женской организации. В 1830-х годах движения за моральные реформы, в которых доминировали женщины, быстро распространились по Северу, став первопроходцами среди женских социальных движений. Благодаря участию в этих организациях женщины получили влияние за пределами домашнего круга.
Гендерные изменения в обществе повлияли на религиозную доктрину. Чтобы проповеди находили отклик у прихожан, служители акцентировали внимание на смирении и прощении Христа. Историк Барбара Велтер характеризует это как «феминизацию» христианства.

## Политические последствия
С 1840 по 1865 годы идеи Возрождения и стремление к совершенствованию личности и общества продолжали распространяться среди всех основных конфессий, особенно в городах. Евангелисты активно обсуждали такие проблемы, как рабство, жадность и бедность, закладывая фундамент для будущих реформ. Влияние Пробуждения ощущалось и в светских движениях. В этот период, когда происходили значительные изменения в теологии и церковной политике, американцы начали прогрессивные реформы. Эти изменения, известные как довоенные реформы, включали борьбу с алкоголизмом, защиту прав женщин, отмену рабства и решение множества других социальных проблем.
Религиозный подъём Второго Великого Пробуждения отразился в политическом энтузиазме Второй партийной системы. Увеличение числа людей, активно участвующих в политике, вывело религиозные и моральные вопросы на политический уровень. Дух евангельских социальных реформ продолжил жить в довоенной партии вигов.
Историки отмечают, что участники реформ воспринимали их как часть божественного замысла. Местные церкви видели свою миссию в очищении мира, помогая людям найти спасение и изменяя законы и создавая новые институты. Стремление преобразовать мир проявлялось в ключевых политических инициативах: активисты движения за трезвость, борцы с рабством и приверженцы других реформ стремились внедрить свои идеи в национальную политику. Протестантская религия и раньше играла важную роль в американской политике, но Второе Великое Пробуждение укрепило её влияние.